# Crise économique liée à la pandémie de Covid-19

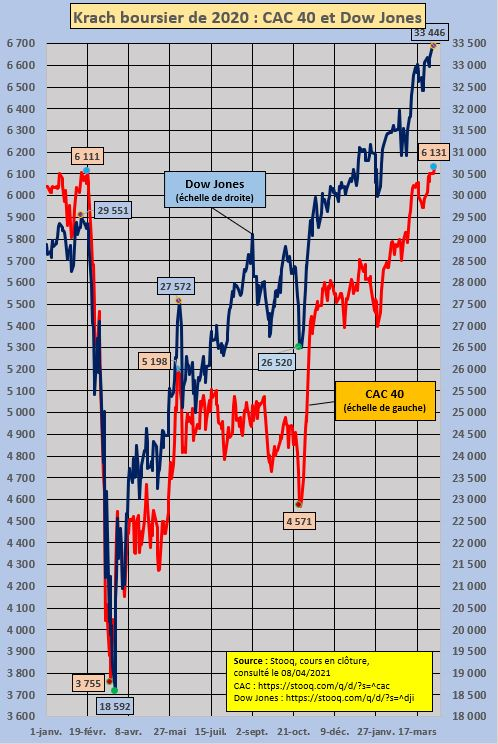
Évolution du Dow Jones et du CAC 40 de janvier 2020 à avril 2020.

La crise économique liée à la pandémie de Covid-19 ou crise économique de 2020 est une crise économique mondiale, provoquée par la pandémie de Covid-19 et le confinement sanitaire décrété dans un grand nombre de pays.
À la suite des mesures prises pour lutter contre la pandémie de Covid-19, la crise économique débute par le krach boursier de 2020 et se propage dans le monde.

## Typologie
La pandémie de Covid-19 a un très fort impact sur l'économie mondiale. En effet, les mesures prises comme le confinement entraînent une baisse drastique de la consommation et de la production. Ceci explique en partie l'arrêt économique et le krach boursier de 2020. Les restrictions légales aux déplacements et aux rassemblements ont aussi précipité plusieurs secteurs (transport, restauration, hébergement, tourisme, culture, production cinématographique, spectacles vivants, rencontres sportives) vers un arrêt de leurs activités et se répercutent sur les domaines industriels (aéronautique, automobile, équipementiers, etc.) et leurs sous-traitants. « La crise économique due à l’épidémie est unique en son genre, s’il fallait tenter de la comparer à quelque chose, ce serait à une catastrophe naturelle. Un tremblement de terre, un ouragan, un tsunami… mais à l’échelle planétaire ».

## Ampleur et mécanique
Consécutive à une crise sanitaire internationale entraînant le confinement d'une grande partie de la population mondiale, cette crise économique est considérée comme inédite dans sa nature et dans sa violence. Elle est supérieure à celle des crises précédentes car elle touche presque tous les secteurs, y compris selon le FMI dans des pays où l'impact de la pandémie est moins sévère (lors de la première vague), comme le Japon, le Canada ou l'Allemagne.
La crise sanitaire devient une crise économique sous l'effet de deux chocs : un choc d'offre massif et un choc de demande, lui aussi massif. Le choc d'offre se caractérise par une baisse de production liée à l'apparition de contraintes sur l'approvisionnement en consommations intermédiaires, par la mise à l'arrêt d'usines liée au confinement d'une partie de la force de travail, et par la réduction de fourniture de services. Le choc de demande se caractérise, selon les pays, par une baisse de la demande extérieure, impliquant une baisse des exportations (par exemple pour la France : chute de la demande étrangère pour les produits de luxe, coup d'arrêt au tourisme) ; et par la baisse de la demande domestique, notamment dans les services (transports, hôtellerie-restauration…).
En avril 2020, le FMI prévoit une chute du PIB de 3 % dans le monde et 7,5 % dans la zone euro.
L'Europe connaît une récession plus prononcée que les États-Unis. Cela est dû, en ce qui concerne la zone euro, à une chute plus importante de la part du tourisme dans l'activité économique, ainsi qu'au retard de développement technologique.

### Comparatif avec la crise des Subprimes de 2008
Les critères de comparaison pris en compte dans le tableau suivant sont, l'épicentre, la coordination mondiale, les origines et conséquences, la responsabilité des États, les mesures de sortie de crise, les similitudes entre les deux crises.
| Critère                    | Crise des Subprimes | Crise de la COVID-19 |
| -------------------------- | --- | --- |
| Épicentre                  | États-Unis | Chine |
| Coordination mondiale      | G20 et G7 mais guerre commerciale récente des États-Unis et hausse du prix du pétrole par l'Arabie Saoudite | Chaque État applique une politique sanitaire propre à chacun |
| Origines et conséquences   | Crise financière (Subprimes) qui affecte l’économie réelle | Crise sanitaire (COVID-19) qui affecte l'ensemble de l'économie |
| État Responsable           | États-Unis → 1re puissance mondiale | La nature ou Chine (l'origine exacte du virus n'est pas connue en décembre 2021 et fait l'objet d'enquêtes) |
| Mesures de sortie de crise | Baisse des taux des banques centrales, apports de liquidité dans l’économie et achat de dettes publique et privée (Quantative Easing)                                                                                    | Taux des banques centrales actuellement au plus bas, donc issues basées sur une allocation des ressources (politique budgétaire)                                                                                         |
| Similitudes                | - Propagation rapide - Vulnérabilité de l’économie mondiale - Stratégie du ‘’quoi qu’il en coute’’ (Macron 12/03/2020) – ‘’Whatever it takes’’ (Draghi 26/07/2012) - Incertitude - Manque de coordination internationale | - Propagation rapide - Vulnérabilité de l’économie mondiale - Stratégie du ‘’quoi qu’il en coute’’ (Macron 12/03/2020) – ‘’Whatever it takes’’ (Draghi 26/07/2012) - Incertitude - Manque de coordination internationale |

## Premiers impacts
En 2003, lors de l'épidémie de SRAS dont le coût économique a été estimé à quarante milliards de dollars, le PIB de la Chine représentait 8 % du PIB mondial. Fin 2019, il en représentait 20 %.
La pandémie pourrait avoir en Chine un impact important mais de courte durée selon le cabinet Oxford Economics, qui se base sur les effets qu'avait eu l'épidémie de SRAS en 2002 et en 2003, à l'origine de la mort de huit cents personnes en Asie.
Si les Chinois représentent 2,5 % de la fréquentation touristique totale, ils sont encore plus lourds économiquement. Avec 4 milliards d'euros de dépenses, ils totalisent 7 % de la recette touristique.
Le cours du pétrole a chuté consécutivement au ralentissement de l'économie chinoise puis de la concurrence entre l'Arabie Saoudite et la Russie avec des cours très volatiles d'un jour a l'autre ; le baril de Brent passant sous la barre des 60 dollars le 27 janvier, le plus bas depuis trois mois,. Le 26 février, c'est celui du WTI qui passe sous le seuil de 50 dollars avant de descendre brièvement à un prix plancher de 20,2 dollars le 18 mars avant de remonter à 25 dollars le 19 mars tandis que le baril de Brent passe sous les 27 dollars le 18 mars avant de remonter. Le 20 avril 2020, les prix deviennent négatifs aux États-Unis et au Canada, première mondiale.
L'Agence internationale de l'énergie estime que la demande mondiale au premier trimestre 2020 devrait baisser de 2,5 millions de barils par jour par rapport au premier semestre 2019 sur une consommation totale de 100 millions de barils par jour, première baisse de la consommation depuis 2008.
Sur le marché européen de l'électricité, EDF et ses concurrents sont confrontés en mars 2020 à la forte baisse de la demande d'électricité causée par les mesures de confinement appliquées en réaction à la pandémie de Covid-19 et à la chute des prix du marché de gros de l'électricité qui en a résulté.
Sur le marché de gros EPEX SPOT, le 13 avril 2020 à 15 h, la France toujours en confinement sanitaire a connu un cours négatif toute la journée et EDF a dû consentir à ses clients de gros un pic de prix négatif de l'électricité aux alentours de −75 €/MWh,. Cela signifie que les acheteurs d'électricité étaient payés par les vendeurs pour prendre leur électricité. Les prix négatifs sur le marché de gros sont des événements qui arrivent de temps en temps quand se produit une surproduction d'électricité en Europe. Dans ces cas, les producteurs d'électricité doivent payer leurs gros clients industriels pour écouler l'électricité produite. Quand le prix spot, même positif, descend en dessous du prix ARENH (par exemple à 42 €/MWh) il y a manque à gagner pour EDF, les fournisseurs alternatifs non liés par contrat se reportant sur le marché Epex Spot.
Cinq usines d'écrans à cristaux liquides à Wuhan, l'épicentre de l'épidémie, ralentissent leur production, ce qui devrait avoir un effet sur l'offre et le prix des écrans d'ordinateurs et de téléviseurs.
Le ministre japonais de l'Économie, Yasutoshi Nishimura, prévient en janvier 2020 que la production du pays pourrait être affectée.
Le 30 janvier, Jean-Philippe Béja, universitaire, directeur de recherche au CNRS et politologue spécialiste de la Chine, déclare qu'« il risque d'y avoir des conséquences très importantes pour le tourisme, la restauration, l'hôtellerie, le commerce ».
Les Bourses chinoises de Shanghai et de Shenzhen fermées depuis le 24 janvier, rouvrent le 3 février, et perdent 8 % (plus forte baisse en cinq ans).
Dès l'annonce des nombreux cas italiens, coréens et iraniens, des investisseurs ont pris peur, faisant chuter les cours, notamment les 24 et 25 février. Les places européennes ont toutes terminé en forte baisse. Le 25 février, Paris a reculé de 1,94 %, Francfort de 1,88 %, Londres de 1,94 %, Milan de 1,44 %, Madrid de 2,45 %, la Bourse suisse de 2,19 % et Bruxelles de 2,28 %. Wall Street a ouvert en recul et n'est pas remontée la journée ; peu avant 20 heures (heure de Paris), l'indice vedette de la Bourse de New York, le Dow Jones Industrial Average, chutait de 2 %. En Russie, l'indice RTS de la Bourse de Moscou, fermé lundi en raison d'un jour férié, a dévissé de 5,16 %.
Les mesures de restrictions et de confinements dans le monde affectent immédiatement les entreprises et l'économie réelle, dont les plus fragiles se retrouvent au bord de la faillite.
Par exemple, le 17 mars 2020, la marque Laura Ashley dépose le bilan en pleine crise liée au coronavirus et tout le secteur aérien demande l'aide des États,.
Au Canada, le Cirque du Soleil procède à la mise à pied temporaire de 2 600 employés. La même journée, le Groupe Sportscene, qui exploite des chaînes de restaurants, met à pied 2 200 de ses 2 500 salariés. Sunwing a également annoncé mettre à pied environ 1 500 salariés jusqu'au début avril.

## Mesures de soutien

### Par l'Europe
Dès le 20 mars, pour permettre aux États de soutenir leur économie et leur système de santé, la Commission européenne suspend les règles de discipline budgétaire des États. Elle assouplit les règles en matière d'aides d'État. La Banque centrale européenne accepte de  jouer le rôle de prêteur en dernier ressort afin d'éviter une crise financière systémique comme celle de 2008-2009.
Pour aider les ménages et les entreprises face à leurs besoins urgents de trésorerie, l'Eurosystème décide de fournir 3 000 milliards d’euros de liquidités aux banques. En parallèle, pour prévenir le risque d’une hausse des taux d'intérêt et permettre aux États de mettre en œuvre davantage de moyens budgétaires pour lutter contre l’épidémie, l’Eurosystème achète des titres de dette à hauteur de 1 000 milliards d’euros (dont 750 milliards supplémentaires par rapport aux achats déjà prévus en 2020).
Ces mesures ont pour effet de maintenir des taux d'intérêt bas, une inflation basse et d'apporter des liquidités abondantes.
Le 9 avril 2020, face à la pandémie de coronavirus, les ministres des Finances de l'Union européenne sont parvenus à un accord sur un plan de relance européen. La solidarité européenne a fini par l’emporter. Ce plan représente plus de 500 milliards d'euros et comporte trois éléments principaux : une ligne de crédits de 240 milliards d'euros via le mécanisme européen de stabilité pour les dépenses de santé, 100 milliards d'euros pour les mesures de chômage partiel et un fonds de garantie permettant à la Banque européenne d'investissement de prêter jusqu'à 200 milliards d'euros aux entreprises.

### en France
La France aussi se joint au jeu. En effet le président Emmanuel Macron dans une première intervention le 12 mars 2020 s'adresse, entre autres, aux entreprises et aux hôpitaux, et les appelle à mettre en œuvre tous les moyens nécessaires pour lutter contre l'épidémie, et ce "Quoi qu'il en coûte", « La santé n'a pas de prix ». Des dépenses budgétaires sont engagées pour atténuer les conséquences économiques à court terme de la crise économique « Tout sera mis en œuvre pour protéger nos salariés et pour protéger nos entreprises, quoi qu'il en coûte, là aussi ». « L'État prendra en charge l'indemnisation des salariés contraints à rester chez eux ». « Toutes les entreprises qui le souhaitent pourront reporter sans justification, sans formalité, sans pénalité, le paiement des cotisations et impôts dus en mars ». Puis, lors de son allocution du 16 mars 2020, il affirme qu'« aucune entreprise ne sera livrée au risque de faillite, aucun Français ne sera laissé sans ressource », cette déclaration est mise en action le lendemain lorsque le ministre de l’Économie Bruno Le Maire annonce un plan de 45 milliards d'euros en faveur des entreprises.
Le gouverneur de la Banque de France, François Villeroy de Galhau, annonce une décroissance de 6 % de l’économie française au 1er trimestre 2020, et estime le coût de la crise à 1,5 point de croissance annuelle par quinzaine de confinement,. En décembre 2020, il évalue l'impact sur le PIB français en 2020 à −9 %. Il considère que s'il est bien géré, le choc, même sévère, peut rester temporaire,. Le FMI estime d'ailleurs que la France pourrait connaître une croissance de 6 % en 2021.
« La perte d’activité pour avril 2020 est de 27 % pour l’ensemble de l'économie française ». Le secteur des services aux entreprises (informatique, conseil, finance…) résiste assez bien mais la situation est préoccupante dans les services aux particuliers (hébergement, restauration).
La réponse au choc fait l'objet d'un grand consensus entre les économistes : une aide massive à la trésorerie des entreprises, une reprise de l'activité rapide et dans les meilleures conditions, et un programme de grands investissements,. Ces mesures ayant pour effet de générer de la dette publique, celle-ci devra être remboursée à terme.
Face à l'ampleur de ce choc, et en plus des mesures prises par l'Eurosystème, les mesures de soutien prises par le Gouvernement et la Banque de France incluent :
- pour les entreprises, un « bouclier de trésorerie »[3], via les prêts garantis par l'État à hauteur de trois cents milliards d'euros[42],[43] et les reports de charges et d'impôts[44] ;
- un fonds de solidarité pour les petites entreprises : 1 500 euros sont versés aux entreprises qui connaissant une chute de leur chiffre d'affaires de plus 50 %, et 2 000 à 5 000 euros pour les entreprises menacées de faillite[45] ;
- pour les salariés, un dispositif de chômage partiel pour limiter la perte de revenus[46], qui revient à une « nationalisation des salaires » pour Emmanuel Macron[47],[48]. Ce dispositif permet d'éviter les licenciements massifs qui ont lieu dans d'autres pays comme les États-Unis (22 millions de licenciements en trois semaines)[49].

Au 19 avril, les banques françaises ont enregistré 290 000 demandes de prêts pour un montant de 55 milliards d'euros, avec 20 000 demandes supplémentaires quotidiennes équivalant à 3 milliards d'euros. François Villeroy de Galhau estime que les banques sont solides grâce aux réformes de 2008, et qu'elles font « globalement leur travail ».
Le 15 avril, le nombre de salariés en chômage partiel atteint 8,7 millions.
Un comité de crise est créé par le ministère de l'Économie et des Finances et la Banque de France pour faire respecter les délais de paiement des entreprises et met en avant dix « bons élèves » : Bouygues Telecom, Danone, EDF, Enedis, Iliad, Jouve, L’Oréal, Orange, Sodexo et Système U.
La réponse à la crise économique inclut également des dispositifs déjà en place mais accélérés ou renforcés, comme la médiation du crédit, qui explose avec un nombre de demandes quotidiennes équivalent au nombre de demandes mensuelles de l'année précédente.
Bruno Le Maire invite par ailleurs les entreprises à verser une prime de 1 000 euros aux salariés qui continuent à venir travailler.
L'intervention publique aura permis d'absorber les deux tiers du choc sur les ménages et les entreprises, selon François Villeroy de Galhau, au prix d'un endettement massif. Au sortir de la crise, la dette publique aura augmenté d'au moins 15 points, à 115 % du PIB, selon les prévisions du ministère de l'Économie et des Finances. La Banque de France estime qu'il faudra « viser une gestion plus efficace » de la dépense publique, et que les meilleurs investissements resteront « toutes les actions en faveur de l’éducation, de la formation professionnelle et d’un travail plus qualifié ».
Le 3 septembre 2020, le gouvernement annonce le plan de relance économique de la France de 2021-2022 baptisé « France Relance » pour un montant de 100 milliards d'euros. Pour le financer, le gouvernement prévoit notamment de prélever un milliard d’euros dans les caisses d’Action Logement, organisme comptant parmi les principaux acteurs du logement social en France.

### Au Canada
Des mars 2020, le gouvernement du Canada adopte un plan d'aide économique de 82 milliards CA$.
Le gouvernement du Canada prend des mesures afin d’aider les citoyens dans tous les aspects économiques, car celle-ci en souffre énormément lors du Covid-19. Les entreprises, les marches, les restaurants, et les employés sont tous grandement touchés. L’aide que le gouvernement offre est diversifiée. Il y a grand nombre de prestation pour les familles, c’est-à-dire la prestation canadienne pour les travailleurs en cas de confinement, la prestation canadienne de maladie pour la relance économique, ou bien la prestation canadienne de la relance économique pour proches aidants. Ceux qui sont tous des prestations qui ont pour objectif d’aider les citoyens et de relancer l’économie. Les soutiens aux entreprises sont aussi très importants, car si l’on n’a pas d’entreprise et qu’elles tombent, l’économie est sûre de chuter. Pour diverse raison, le gouvernement du Canada instaure plusieurs plateformes pour aider les entreprises à conserver leurs employés, leurs moyens de production et leurs propriétés. Ces aides leur sont de très grande utilité, car celui-ci peut dépanner autant les petites que les grandes entreprises. Le gouvernement du Canada nomme ses aides de la façon suivante; le soutien aux salaires et à l'embauche, le soutien aux dépenses de loyer et de propriété et le crédit d'urgence pour les grands employeurs. Les entreprises autonomes sont aussi prises en compte par le gouvernement canadien. Cependant, ces entreprises ne reçoivent pas de soutien. Ils ont les prestations, comme les familles et la personne individuelle. Les Prestations sont là pour rémunérer l’employé en cas de contamination due à la covid-19. Il y a également la prestation du relancement économique. D’ailleurs, il n'est pas juste question d’entreprise ou de ménage, mais aussi aux organismes tels que le tourisme, l’aquaculture et la pêche, la culture, le patrimoine, le sport et le transport. Le gouvernement a ce souci des apparences et de la santé de ses citoyens, car il débourse de sa poche pour contribuer aux organismes et relancer l’économie par le biais du tourisme. La santé, car il participe à la finance du sport. De plus, il est très important de comprendre que le gouvernement canadien collabore avec les moyens de transport aérien autant qu’à l’aérospatial. Il agit ainsi dans le but d’offrir de l’emploi et de relancer l’économie.

### A travers le monde
Pour faire face à la crise économique qui s'annonce, certains États décident d'intervenir.
Tout d'abord l'Italie, qui annonce nationaliser sa compagnie aérienne nationale Alitalia. Dès le 11 mars 2020, le gouvernement italien annonce une enveloppe de 25 milliards d'euros, dont la moitié en première urgence, pour lutter contre l'épidémie de maladie du Covid-19.
En Corée du sud, à la date du 10 avril, le plan d'aide du gouvernement s'élève à 150 000 milliards de wons, soit 124 milliards de dollars.Le gouvernement sud-coréen reporte le paiement des cotisations sociales et des impôts, ainsi celui de l'échéance de prêts et garanties.
Au Brésil, le gouvernement brésilien a annoncé un plan de 147,3 milliards de reais (26 milliards d'euros). Cette somme servira, au cours des trois prochains mois, à soutenir les petites et moyennes entreprises et les familles à bas revenus ainsi que les retraités, a indiqué le ministre de l'Économie Paulo Guedes lors d'une conférence de presse à Brasilia. La semaine précédente, le gouvernement du président Jair Bolsonaro avait déjà adopté un plan d'urgence de 5 milliards de reais pour le secteur brésilien de la santé. Grâce à la mobilisation du congrès, surprenant de la part d'un gouvernement néolibéral, une aide directe temporaire pour « 40 millions de travailleurs informels, aux chômeurs non officiels, ainsi qu'aux familles pauvres » a été décidée: par exemple « 58% du salaire minimum » pour une personne seule. C'est « une aide inédite » elle touche  68 millions de personnes, 75% de la population active et 42% des foyers brésiliens. Après une diminution en septembre et une fin prévue en décembre 2020, son montant est de 38 milliards d'euros.
Dans la nuit du 25 au 26 mars, le Sénat des États-Unis vote le plan d'aide de 2 000 milliards de dollars pour aider les particuliers américains et les entreprises face à la crise du coronavirus. Dans le détail, chaque Américain dont les revenus annuels sont inférieurs à 75 000 dollars (70 000 euros) va recevoir un chèque exceptionnel de 1 200 dollars, avec un montant additionnel de 500 dollars par enfant. Plus de 350 milliards de dollars vont être utilisés pour aider les petites entreprises américaines sous la forme de prêts ainsi que 62 milliards de dollars réservés aux entreprises du secteur aérien sous la forme de dons pour 30 milliards de dollars et sous la forme de prêt pour les 30 milliards restant. Le plan du printemps 2020 a permis le renforcement de l'assurance chômage par extension de la durée des droits, augmentation de l'indemnisation, élargissement des catégories de bénéficiaires. À la suite de l'élection de Joe Biden, le plan de sauvetage de l'économie, complété de 900 milliards de dollars par le congrès fin 2020, a été augmenté de 1 900 milliards de dollars en janvier 2021. La nouvelle administration prévoit pour la suite, au-delà de l'augmentation du salaire minimum, un plan de relance de 1 300 milliards de dollars sur 10 ans, ciblé sur l'investissement public dans les infrastructures avec priorité sur l'environnement, le numérique, l'éducation et le social,.
En Allemagne, le Bundestag adopte un plan de relance exceptionnel de 1 100 milliards d'euros  pour faire face à la crise.
La banque d'Angleterre travaille avec le Trésor de la Couronne pour fournir un plan de relance afin d'éviter que l'économie britannique ne tombe en récession,.

## Chronologie en 2020

### 27 février
Le 27 février, les bourses continuent à chuter ; Wall Street perd près de 1 200 points, suscitant un vent de panique dans le marché des actions. Seule l'action Netflix a progressé (+5 %) en raison de la pandémie selon les analystes.

### 5 mars
Le 5 mars, la Fédération des industries allemandes avertit d'un risque de récession économique en Europe. La banque Goldman Sachs fait le même pronostic pour le Royaume-Uni. Une première compagnie aérienne, Flybe, se déclare en faillite ce même jour,, et Lufthansa décide d'immobiliser 150 avions à cause de la Covid-19. Les compagnies pourraient perdre jusqu'à 130 milliards de dollars.

### 6 mars
Le 6 mars, alors que la demande se réduit, et que le cours de pétrole chute, l'Arabie saoudite s'engage à réduire sa production d’un million de barils/jour pour l'OPEP si Moscou et ses partenaires s'engagent à une réduction de 500 000 barils/jour. La Russie refuse, ce qui aggrave la chute des cours.

### 11 mars
Le 11 mars, l'Allemagne assiste à des achats de panique, les consommateurs se précipitant dans les supermarchés pour s'approvisionner. Cependant, le président du comité stratégique, Michel-Édouard Leclerc, déclare que le pays « aura de la nourriture jusqu'à l'été ».

### 12 mars
Le 12 mars, toutes les Bourses mondiales chutent avec des baisses historiques. Le CAC 40 connaît sa plus forte chute journalière depuis sa création en 1987. En effet, avec une perte de 12,28 %, l'indice bat son précédent record, celui de la crise de 2008 qui était de −9,04 %.

### 18 mars
- Brussels Airlines demande 200 millions d'aide à l'État belge pour faire face à la crise du coronavirus. La compagnie aérienne a annoncé l'annulation de tous ses vols du 20 mars 2020 au 19 avril 2020 inclus. Pour l'instant, « il est prévu de reprendre les vols le 20 avril », confirme Maaike Andries, porte-parole de Brussels Airlines[81].
- La Banque centrale européenne (BCE) annonce un plan d'urgence sans précédent de 750 milliards d'euros. Concrètement, la BCE procédera au cours de l'année 2020 à un programme d'achats de titres financiers pour soutenir la demande sur le marché et éviter la dépréciation de ces mêmes titres dans le bilan comptable des banques systémiques[82].

### 19 mars
- La Banque centrale australienne abaisse ses taux à un niveau record de 0,25 % alors que la pandémie mondiale de Covid-19 menace de déclencher la première récession dans ce pays depuis 29 ans[83].

- La roupie indonésienne chute de plus de 4,5 % par rapport au dollar, la banque centrale ayant baissé ses taux d'intérêt à 4,5 % contre 4,75 % précédemment et laissé entrevoir un nouvel assouplissement face à la crise.

- La Banque d'Angleterre procède à une nouvelle baisse surprise de son taux d'intérêt, le réduisant de 0,15 point de pourcentage à 0,1 %, un plus bas historique, pour contrer le choc économique attendu de la pandémie de coronavirus[84], l’institution décide également d’augmenter son programme de rachat d’actifs de 200 milliards de livres (216 milliards d’euros environ) pour le porter à 645 milliards.

- L'indicateur allemand IFO montre que le moral économique des entrepreneurs allemands tombe au plus bas depuis 2009. L'indicateur IFO, basé sur un sondage mensuel effectué auprès de 9 000 entreprises allemandes, et qui donne un avant-goût de l'activité économique, ressort à 87,7 points, et perd 8,3 points sur un mois, sa plus forte chute depuis 1991[85].

### 20 mars
Les compagnies Air Canada et Air Transat mettent au chômage 7 000 agents de bord au moins jusqu'au 30 avril en raison de la Covid-19.

### 23 mars
Le gouvernement britannique annonce aider les entreprises privées du secteur ferroviaire d'ici six mois pour leur éviter la faillite puisque la fréquentation des trains a chuté de 70 % à cause de la crise de la Covid-19.

### 24 mars

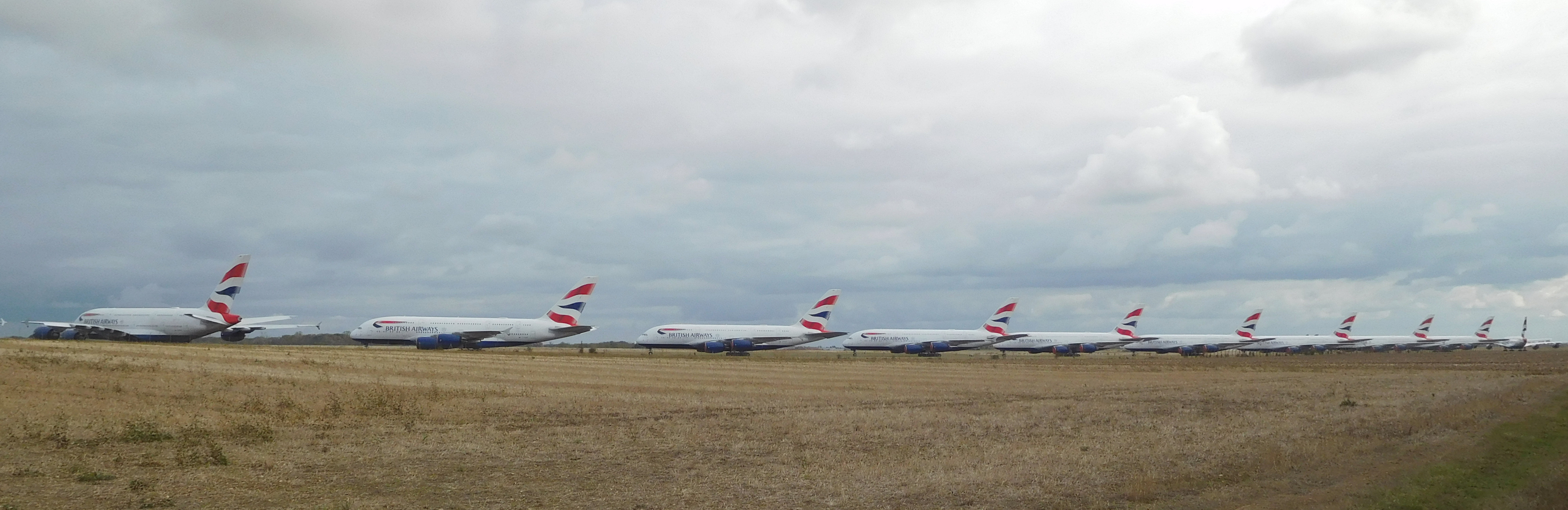
Onze Airbus A380 de British Airways attendant des temps meilleurs à l'aéroport de Châteauroux-Centre, France.

L'Association internationale du transport aérien (IATA), à cause des fermetures de frontières provoquées par la propagation de la Covid-19, anticipe que les compagnies aériennes perdent 252 milliards de dollars US de revenus en 2020.

### 25 mars
- Le gouvernement du Canada adopte un plan d'aide économique de 82 milliards CA$[58].

- Les sociétés qui exploitent le sable bitumineux de l'Alberta, au Canada, annoncent de sévères réductions d'effectifs et des diminutions d'investissement (par exemple, Suncor annonce réduire ses dépenses en capital de 1,5 milliard CA$)[90].

- Dans la nuit de mercredi à jeudi, le Sénat américain vote le plan d'aide de 2 000 milliards de dollars pour aider les particuliers américains et les entreprises face à la crise du coronavirus[67]. Le 27 mars, la Chambre des Représentants vote le plan.

- Le Parlement allemand vote un plan de relance exceptionnel de 1 100 milliards d'euros pour faire face à la crise[70].

### 26 mars
3,3 millions d’Américains se sont inscrits au chômage en une semaine. Une nouvelle assurance fédérale permettra de verser 600 dollars par semaine aux chômeurs.

### 27 mars
- La Banque de réserve de l'Inde (BRI) a abaissé son taux directeur de 5,15 % à 4,4 % pour faire face à la crise. Elle a également baissé le ratio de liquidités obligatoires des banques commerciales à 3 % au lieu de 4 % précédemment[92].

- Pour la troisième fois en moins d'un mois, la Banque du Canada baisse son taux directeur de 0,75 % à 0,25 %. Il avait déjà été abaissé de 1,75 % à 1,25 % le 4 mars 2020 et de 1,25 % à 0,75 % le 13 mars 2020[93].

- L'Espagne annonce interdire les licenciements pendant la pandémie[94].

- La directrice générale du Fonds monétaire international, Kristalina Gueorguieva, annonce que l'économie mondiale entre officiellement en récession[95].

- Après la fermeture des marchés boursiers, la société OneWeb dépose le bilan. La société, réalisant un projet de constellation d'environ six cents satellites de télécommunications circulant sur une orbite basse pour fournir aux particuliers une connexion internet à haut débit dans les régions non desservies par des liaisons terrestres à partir de 2022, fut fortement touchée par la crise liée à l'épidémie de Covid-19. En effet, SoftBank, son principal actionnaire, a réduit la voilure pour se recentrer sur des projets moins risqués. OneWeb, qui aurait pourtant été « proche d'un accord » et aurait eu besoin de plusieurs milliards de dollars supplémentaires pour terminer sa constellation de connectivité internet de 648 satellites en orbite basse d'ici 2021, se retrouve sans les moyens de continuer[96].

### 30 mars
La Fédération américaine de rugby à XV, en proie à « des contraintes financières insurmontables » depuis qu'elle a mis à l'arrêt ses compétitions nationales en raison du coronavirus, se déclare en faillite. De même pour le club slovaque de football MŠK Žilina, qui a été placé en redressement judiciaire à la suite des difficultés rencontrées après l’arrêt du championnat de Slovaquie en raison de l’épidémie de coronavirus.

### 14 avril
Gita Gopinath, économiste au FMI, utilise le terme « Grand Confinement » sur son blog pour qualifier cette crise de façon similaire à la Grande Dépression des années 1930 et de la Grande Récession des années 2010,,,,.

### 15 avril
Le CAC 40 s'effondre en fin de séance à −3,76 % à Paris. À Londres, le FTSE 100 chute de 3,34 %, à Francfort, le Dax s'écroule de 3,9 % et à Milan, le FTSE MIB dégringole de 4,78 %.

### 20 avril
Le prix de pétrole s'effondre et devient même négatif sur certaines places des États-Unis et du Canada. Ainsi, à 20 h 30, le baril américain de pétrole brut, le WTI, pour livraison en mai, est descendu jusqu'à −40 dollars.

### 22 avril
La secrétaire générale de la Commission économique pour l'Amérique latine et les Caraïbes (CEPALC), Alicia Bárcena Ibarra, annonce que l'Amérique latine va subir la pire récession de son histoire en 2020. La pandémie due au coronavirus provoquera une contraction de l’économie régionale de 5,3 %, avec 29 millions de pauvres en plus. « Pour retrouver une contraction de cette ampleur, il faut remonter à la Grande Dépression de 1930 (5 %) ou plus loin encore, à 1914 (4,9 %) ».

### 23 avril
- La récession prévue une semaine auparavant pour −13 % cette année[109] plongerait le Royaume-Uni dans sa pire crise économique depuis plusieurs siècles pour Gertjan Vlieghe, responsable de la Banque d'Angleterre[110],[111].

- La Suisse s'attend également à une récession qui serait de 7 %, alors que son taux de chômage a doublé[112].

- Une récession est également prévue pour l'Autriche (anticipée pour l'instant entre 5,25 % et 7,5 %)[113].

- Le comité organisateur reporte les Jeux olympiques de Tokyo à l'été 2021[114].

- Aux États-Unis, plus de 26 millions de personnes sont désormais au chômage[115],[116].

### 24 avril
- Le CAC 40 se retrouve à −1,30 % en clôture de séance à la Bourse de Paris[117].

- Pour la Russie est prévue une chute de 6 % du PIB par sa banque centrale et, a fortiori, une forte récession[118],[119].

### 29 avril
À cette date, la totalité des 217 destinations internationales ont mis en place des restrictions de circulation : 45 % ont fermé, totalement ou en partie, leurs frontières aux touristes, 30 % ont suspendu, totalement ou en partie, les vols internationaux, 18 % interdisent l’entrée aux voyageurs en provenance de pays spécifiques ou ayant été en transit dans des destinations spécifiques, 7 % appliquent différentes mesures comme les mesures de quarantaine ou d’auto-isolement pendant quatorze jours ou encore des mesures liées aux visas.

### 6 mai
Dans un contexte de crise sanitaire liée au coronavirus et d’effondrement des cours du pétrole(les revenus pétroliers ont chuté de 80 %), le Nigeria anticipe la récession.

### 11 mai
En raison de la pandémie et du confinement instauré entre le 17 mars et le 11 mai, le produit intérieur brut a reculé de 13,8 % au deuxième trimestre, l’économie française s’est effondrée.

### 14 mai
Alors que la crise est toujours en cours, le président de l'Organisation mondiale du commerce Roberto Azevêdo annonce sa démission pour fin août 2020, un an avant la fin de son mandat, pour « raisons familiales ». Malgré cela, à cette date, la New York Stock Exchange enregistre des résultats positifs et n'avait jamais été aussi chère que depuis 2000, rassurée par les injections de liquidités dans l'économie décidées par plusieurs gouvernements et banques centrales les jours précédents, au point que Forbes parle d'un « miracle sur Wall Street ». Ceci amène de nombreuses interrogations sur ces résultats. Les plus positives estiment qu'il s'agit d'une reprise en V, c'est-à-dire extrêmement rapide, que la crise économique provoquée par la pandémie n'est qu'une perturbation économique passagère, scénario courant en cas de catastrophes naturelles. Les pessimistes pointent au contraire que d'excellentes performances et de forts rebonds avaient été enregistrés sur de courtes périodes durant les crises économiques de 1929, 1973 et 2008, sans que cela ne mette fin à ces crises, et/ou signalent que les milieux financiers ne sont pas représentatifs de l'économie réelle, et/ou que les acteurs financiers ont peut-être trop confiance dans l'efficacité des mesures prises par les gouvernements.

## Effets induits

### Endettements
En novembre 2020, la Réserve fédérale des États-Unis alerte sur le niveau élevé d’endettement des ménages et entreprises qui ont emprunté grâce à des taux très bas depuis le début de la crise du Covid-19. Elle met en garde contre le risque élevé d’impayés pouvant mettre en jeu la stabilité financière.
Les mesures de soutien à l'économie de la part des différents gouvernements, couplées à la diminution des PIB, entraine une hausse des dettes publiques sans précédent, avec des ratios dette publique/PIB en forte augmentation : 60 000 milliards de dollars soit 131% du PIB pour les seuls pays avancés, avec des ratios moindres pour les autres pays, mais posant dans tous les cas la question de leur remboursement ou de leurs modalités de remboursement.
La dette publique française atteint 120 % du Produit intérieur brut(PIB). En Italie elle monte à 158% du PIB en 2020.
En 2021, un débat s'ouvre sur le remboursement ou non d'une partie des dettes publiques des États de l’Union Européenne. Environ un quart de la dette des États est détenue par la Banque centrale européenne (BCE). Celle ci rachète des titres de dette publique des Etats membres de l’Union européenne depuis 2015.

### Déficit commercial
Le déficit commercial de la France s'est aggravé de 8 milliards d'euros en 2020 et s'élève à 65,2 milliards d'euros. La pandémie a amputé les exportations françaises de 82 milliards d'euros. Les exportations aéronautiques et automobiles ont été les plus touchées.
Les importations de matériels destinés à lutter contre la pandémie ont aussi alourdi le déficit. La France a déboursé 5,9 milliards d'euros pour acheter les masques manquants, c'est de l'ordre de la moitié du montant des importations totales de matériels médicaux liés à la crise sanitaire. Cette somme représente, par exemple la moitié du budget de la ville de Paris, le double du budget du ministère de la culture, etc.,...

### Rétablissement financier
Selon Oxfam, les dix plus grosses fortunes mondiales ont augmenté de 540 milliards de dollars au total, entre le 18 mars et le 31 décembre 2020. Les 1 000 plus fortunés ont recouvré toutes leurs pertes en seulement neuf mois, notamment « grâce à un soutien sans précédent des gouvernements pour leur économie », qui a permis au « marché boursier de prospérer ».
Selon Oxfam, en France, les cinq premières fortunes du pays en 2022, « ont doublé leur richesse depuis le début de la pandémie : elles ont gagné 173 milliards d’euros. C’est près de ce que l’Etat a dépensé pour faire face au Covid-19 en un an ». La fortune des milliardaires dans le monde a plus augmenté depuis le début de la pandémie qu’en une décennie.

## Conséquences sur l'emploi en France

### Télétravail
Selon la DARES, au mois de mars 2020, cinq millions de travailleurs ont télétravaillé. Pendant le deuxième confinement commencé fin octobre, seuls 1,8 million de Français travaillent depuis chez eux. Pourtant, selon le ministère du Travail, près de 8 millions d'emplois sont compatibles avec le télétravail. Selon le baromètre annuel publié par Malakoff Humanis, en décembre 2020 , seuls un tiers des salariés télétravaillent, soit la même proportion qu'avant la crise sanitaire. 6 salariés sur 10 sont de retour à temps complet au sein de leur entreprise. Pour le  gouvernement, "Le télétravail doit être la règle", c'est une des mesures prises afin d'éviter un troisième confinement.

### Chômage partiel
Dans la zone euro l'augmentation du chômage a été limitée grâce aux mesures de soutien à l’emploi permettant d’amortir le choc.
Selon une estimation de la Direction de l'Animation de la recherche, des Études et des Statistiques (Dares), près de 1,3 million de salariés du secteur privé étaient en chômage partiel en août, poursuivant la tendance à la baisse des mois précédents. Ils étaient 1,9 million au mois de juillet, 3,5 millions en juin, 7,3 millions en mai, 8,6 millions en avril et 7 millions en mars en chômage partiel, en raison de l’épidémie de Covid.
Selon le service de statistiques du ministère du travail « Entre le 26 octobre – semaine de l’annonce du reconfinement – et le 8 novembre, 208 600 demandes d’autorisation préalable d’activité partielle ont été déposées ». Au 8 novembre, « 5,3 millions de salariés sont couverts au moins un jour du mois de novembre par une demande ».
En France, à la suite du deuxième confinement de novembre 2020 et à la fermeture des rayons non essentiels dans les grandes surfaces, de nombreuses enseignes de la grande distribution ont recours au chômage partiel. À Carrefour, la quasi-totalité des salariés, soit près de 90 000 sur 110 000 personnes, ont été placés en chômage partiel par la direction. Carrefour n’est pas la seule enseigne. Casino, Monoprix, Auchan et de certains franchisés Leclerc recourent aussi au chômage partiel, avec ou sans compensation de salaire, selon les cas.
En 2020, la France est le pays qui a le plus utilisé le chômage partiel en Europe, avec 34 % de ses employés à son pic, devant l’Italie 30 %, l’Espagne 21 % et l’Allemagne 15 %.

### Pertes d'emplois

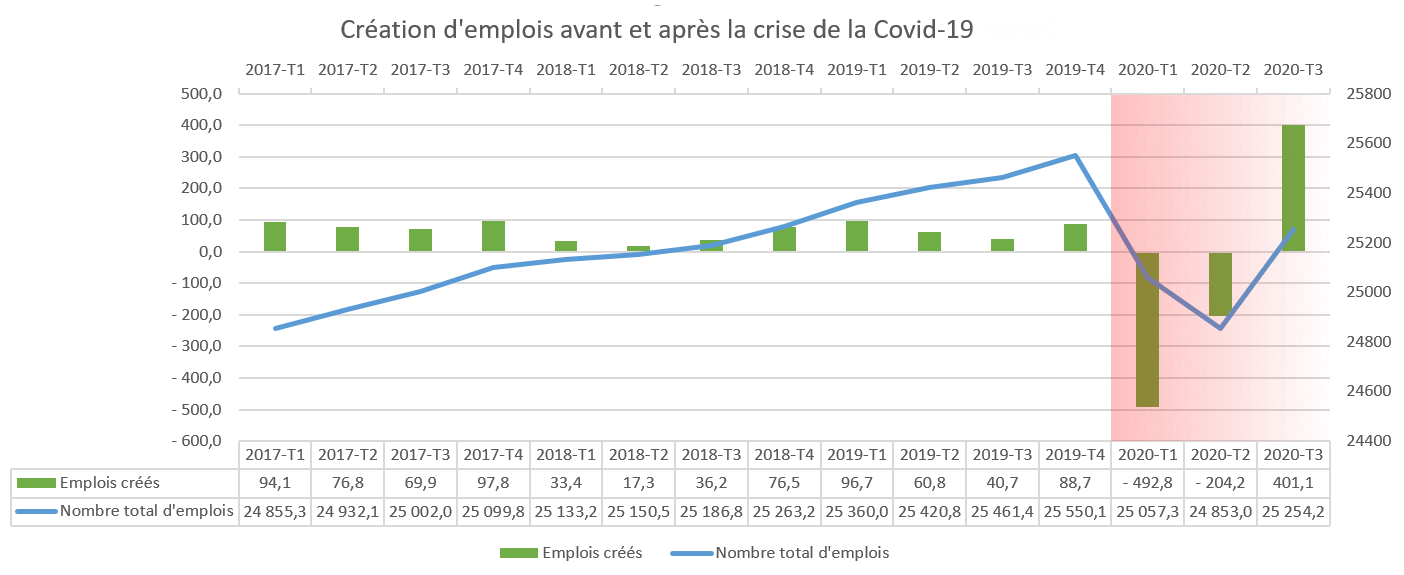
Évolution des créations d'emplois salariés avant et après la crise économique relative à la crise sanitaire de la Covid-19 (échelle de gauche) et emploi salarié total (échelle de droite) (source : Enquête «Emploi salarié par secteur», 08/12/2020, INSEE)

En raison de la pandémie du Covid-19, selon la Dares, 48 954 ruptures de contrats de travail sont envisagées dans le cadre de 326 plans de sauvegarde de l'emploi initiés depuis le 1er mars jusqu'à début août 2020. C'est trois fois plus que sur la même période en 2019. Plus de 65 000 emplois sont concernés, suivant la mise à jour de la DARES de septembre 2020, 72 523 décembre 2020, 95 300 janvier 2021 , ruptures de contrats de travail ,,. Certains salariés et le gouvernement s’interrogent sur l’effet d'aubaine dont profiteraient les entreprises pour mettre en œuvre des restructurations,. La crise du Covid-19, qui a paralysé des pans entiers de l'économie : les transports, les secteurs aéronautique et automobile, leurs sous-traitants, font partie des plus touchés, ainsi que le tourisme. Certaines entreprises déjà fragiles, notamment dans le secteur du textile ou de l'habillement sont aussi durement touchées.
De début mars 2020 à août 2020, aux plans sociaux, il faut ajouter un peu plus de 2 900 « petits » licenciements collectifs. Les secteurs les plus concernés sont ceux du commerce et de la réparation d’automobile (20 %), de la construction (17 %), de l’industrie manufacturière (16 %) et du secteur de l’hébergement et de la restauration (12 %). Pour la mise à jour de janvier 2021, il y a eu 6 400 procédures de licenciement collectif pour motif économique hors PSE, les secteurs les plus concernés sont le commerce et la réparation d'automobile (19%), l'industrie manufacturière (17%), la construction (15%) et l'hébergement-restauration (13%).
À la suite de la période de confinement qui a déjà vu le chômage augmenter, l'Unedic et, dès juillet 2020, l'exécutif prévoient une multiplication des plans sociaux et une augmentation du chômage massive, conséquences des effets économiques de la crise sanitaire, le nombre de chômeurs pourrait croître de l’ordre de 800 000 à 1 million de personnes d'ici début 2021,,.
En neuf mois, la crise a effacé 305 600 emplois salariés du secteur privé.
Selon le Groupement national des indépendants (GNI-HCR), « L’hôtellerie française est en train de connaître le plus grand plan social de son histoire ». 30 000 emplois sont menacés d’ici fin 2020 dans le secteur.
Malgré les aides de l’État, plus de 35 000 suppressions de postes ont été annoncées entre septembre et début décembre 2020.
Dans le rouge, le groupe Vivarte s'est vu contraint de vendre à la découpe une de ses principales enseignes : La Halle dans le secteur de l'habillement, 2 660 emplois menacés ou supprimés.
Sanofi annonce vouloir supprimer de 500 à 600 postes sur 25 000 collaborateurs en France (1 370 à 1 680 en Europe). Selon Pascal Lopez, membre FO du comité de groupe de Sanofi, le projet en France concerne « 600 suppressions de postes en R&D, assorties de 200 embauches compensatrices dans les domaines du digital et la biotechnologie ». Cette perte de 400 postes s'ajouterait à l'annonce de juin 2020.
Technicolor, spécialiste français des technologies de l’image, annonce la suppression de 110 postes, sur un effectif de 283, dans ses équipes françaises de Recherche et Développement de la division maison connectée sur son site de Cesson-Sévigné, près de Rennes.
Nokia France (ex-Alcatel-Lucent) prévoit 1 233 suppressions d'emplois en France (le tiers de ses effectifs dans l’Hexagone), parmi lesquelles environ 400 emplois du site de Lannion (plus de la moitié des 772 postes du site). Nokia prévoit de préserver 250 postes qui devaient disparaître dans le plan social annoncé en juillet 2020.
Le secteur aéronautique est très durement touché par la crise et entraîne aussi un crash des sous-traitants. Airbus, 5 000 postes supprimés en France. Menace d'un vaste plan social chez Derichebourg, sous-traitant d'Airbus, le plan de restructuration pourrait concerner 700 postes. L’équipementier Figeac Aero a annoncé qu’il comptait supprimer plus de 300 emplois dans son usine du Lot. La société Sogeclair Aerospace France annonce un projet de suppressions de postes qui concernerait jusqu'à 245 personnes (sur un effectif de 550 personnes dont près de 400 à Toulouse) et liquide fin 2021 sa filiale chérifienne Sogeclair Aerospace Maroc créée en 2017. Daher annonce un plan de suppression de 1 300 postes en France dans l'aéronautique sur un effectif de 8 000 postes, auquel s'ajoute le départ de 1 700 intérimaires et sous-traitants. Il vendra le site de Saint-Julien-de-Chédon (Loir-et-Cher) qui emploie 300 personnes. Le prestataire de services aéronautiques Assistance aéronautique et aérospatiale (AAA) compte supprimer environ 700 emplois, soit plus de quatre postes sur dix en France, après avoir déjà mis fin au contrat d'environ 500 intérimaires. Mecafi, une société de Châtellerault (Vienne) spécialisée dans la fabrication de pièces pour l'aéronautique, annonce un plan de réorganisation prévoyant 242 licenciements, sur un effectif de 500 salariés. L’équipementier aéronautique Latécoère veut supprimer 475 postes en France, soit près d’un tiers de ses effectifs français. Stelia confirme la suppression de 290 emplois sur le site de Méaulte à l'Est de la Somme qui emploie 1 400 salariés. L'usine est spécialisée dans la fabrication des pointes avant des avions. Selon Eric Trappier, président du Groupement des industries françaises aéronautiques et spatiales (Gifas), 30 000 emplois auraient disparu ou seraient menacés de disparaître dans le secteur de l'aéronautique en France, malgré les aides qui auraient contribué à sauver 30 000 autres emplois. Sont concernés des emplois directs de grandes entreprises aéronautiques, mais aussi dans des entreprises sous-traitantes.
Le secteur automobile est en crise. Par exemple, Renault où 4 600 postes supprimés en France. Le plan prévoit la reconversion de l'usine de Flins et une forte réduction d'effectifs au technocentre de Guyancourt (Yvelines), ainsi que la fermeture du site de Choisy-le-Roi (Val-de-Marne), l’avenir de la Fonderie de Bretagne au sein de Renault paraît compromis. Les équipementiers et les sous-traitants sont touchés dont Valeo qui poursuit un vaste plan d'économies mondial et supprime 2 000 postes en France. Les suppressions de postes concernent essentiellement des contrats intérimaires.Inteva Products France, équimentier automobile, filiale d'un grand groupe américain a utilisé la loi du 20 mai 2020 qui lui permet d'effacer ses dettes (170 millions d’euros) et de racheter une partie de ses propres activités les plus rentables en laissant les 222 salariés de Saint-Dié, travaillant en sous-traitance pour Peugeot, sans solution. Le plan social, ne sera pas assuré par l‘entreprise.
Le constructeur de poids lourds Renault Trucks, filiale du suédois Volvo, envisage de supprimer 463 emplois en France, le site de Lyon se retrouve en première ligne.
Camaïeu annonce plus de 500 suppressions d’emplois sur les 3 438 employés que comptait l’enseigne en France en septembre 2019, descendu en août 2020 à environ 3 200, le projet de la FIB prévoit d’en garder 2 659.
Bénéteau, ce sont 8 400 salariés dans le monde, dont 5 600 en France. Sur une réduction d’effectifs mondiale de 1 390 salariés, 760 personnes pourraient, en France, quitter l’entreprise. Les bureaux d’études et les bureaux administratifs de la division Bateau seront amputés de 220 à 258 salariés.
Frappé par la crise du Covid-19 qui est mondiale(Le transport aérien fait face à une chute de 60% du nombre de passagers dans le monde en 2020), le groupe Air France compte supprimer plus de 7 500 postes d'ici à la fin 2022, dont environ 6 500 au sein de la compagnie tricolore et plus de 1 000 au sein de Hop! : 40 % des effectifs concernés avec la fermeture attendue des sites d'Orly, Morlaix et Lille.
Auchan annonce la suppression de 1 475 postes. Les employés dénoncent un « effet d'aubaine Covid-19 ».
La branche énergie General Electric prévoit de supprimer 764 emplois en France au sein de sa filière d'énergies renouvelables (part des 1 225 emplois en Europe).
L'industriel japonais de pneumatiques, Bridgestone, va fermer son usine de Béthune dans le Pas-de-Calais, supprimant quelque 900 emplois.
Alinéa est repris par ses anciens actionnaires (Famille Mulliez), 992 postes (sur 2 000) sont supprimés, 17 magasins de meubles sur 26 seront fermés. L'« ordonnance Covid » du 20 mai 2020 permet aussi l'effacement des dettes.
Elior, entreprise du secteur de la restauration d’entreprise va supprimer plus de 1 800 postes en France. Ce plan touche 1 260 lieux de restauration exploités par ses filiales Elior Entreprises et Arpège.
Sévèrement frappé par la pandémie, TUI France, outre la cession des 65 agences, prévoit la suppression de 317 postes sur 904 salariés.
Sodexo annonce un plan social portant sur 2 083 emplois en France. Les entreprises de la restauration collective payent un lourd tribut à l'épidémie de Covid-19, qui bouleverse durablement les habitudes de consommation. Il faut y ajouter les 100 emplois sur 500 au siège du groupe et les 197 suppressions annoncées chez Lenôtre.
L’enseigne de prêt-à-porter masculin Celio prévoit la fermeture de 102 magasins en succursales et la suppression de 383 postes de travail.
L’Équipe lance un plan de sauvegarde de l’emploi et compte supprimer plus de 60 emplois sur 365 équivalents temps plein
En difficulté financière du fait de la crise liée au Covid-19, le groupe de distribution Printemps envisage de supprimer 428 emplois en France d’ici à juillet 2021, soit plus de 10 % de ses effectifs et annonce la fermeture de sept magasins du groupe.
Dans un contexte d’activité fortement pénalisée par la crise sanitaire, qui a mis au ralenti les économies et réduit la demande en hydrocarbures, Vallourec, spécialiste français des tubes en acier sans soudure, annonce un plan de licenciements avec la fermeture des installations de traitement, thermique de Déville-lès-Rouen, et 
350 de postes supprimés en France (sur un millier dans le monde).
Total va placer la raffinerie de Donges (Loire-Atlantique) en « arrêt conjoncturel »  alors que le site fonctionne à perte dans le contexte d’un environnement détérioré par l’impact du coronavirus. Le site emploie 650 personnes et en mobilise en permanence 400 en sous-traitance. Selon Thierry Defresne, le délégué syndical central de la Confédération générale du travail (CGT) de Total, le groupe envisage un plan de départs volontaires. « C’est au bas mot 700 postes qui ne seront pas remplacés sur 1 400 à 1 500 salariés potentiellement concernés par un départ ».
Le 9 décembre 2020, le groupe ADP Aéroport de Paris, qui gère Paris - Charles-de-Gaulle, Orly et Le Bourget, et emploie 6 250 salariés en France, a été très durement touché par la chute de l’activité due à la crise sanitaire. Il annonce la suppression de 700 postes partie de l'accord portant sur les départs volontaires de 1 150 salariés signé avec les syndicats. La direction veut mettre en œuvre une baisse de salaire pour éviter 350 licenciements supplémentaires,,.
Le 13 janvier 2021, AccorInvest, propriétaire de 887 hôtels Accor (Mercure, Novotel, Ibis...) et à court de trésorerie, annonce un plan social afin de supprimer 777 postes en France (1 900 postes en Europe, soit 9% de ses effectifs). Le chiffre d’affaires du groupe a chuté de 70 % en 2020 par rapport à 2019. Accor a déjà annoncé un plan social de 400 personnes en France (1 200 personnes dans le monde).
En janvier 2021, selon le ministère du travail, environ 800 Plans de Sauvegarde de L'emploi (PSE) ont été initiés depuis le début de la crise du Covid-19 en mars 2020, contre 428 sur la même période un an auparavant. Le groupe TUI, numéro un mondial du tourisme, prévoit actuellement de supprimer jusqu’à 600 postes sur 900 postes au sein de sa branche française. Des mouvements sociaux et manifestations tentent de s'opposer aux licenciements dus à la crise du Covid-19 toujours encours.
Pour Gibert Jeune, repris par Gibert Joseph, un plan de sauvegarde de l’emploi est officialisé le 4 décembre 2020, il en résulte 71 suppressions de postes liées à la fermeture de plusieurs magasins situés place Saint-Michel à Paris.
En février 2021, la compagnie à bas coûts Norwegian a engagé la procédure de liquidation judiciaire de sa filiale indirecte française qui emploie près de 300 personnes.

### Baisse des offres d'emploi
Selon la Direction de l'Animation de la recherche, des Études et des Statistiques (Dares) du ministère du Travail, le nombre d'embauches de jeunes de moins de 26 ans en CDI et CDD de plus de trois mois a été en 2020 inférieur de 14,2% à celui enregistré en 2019.
Selon le directeur de l'Association pour l'emploi des cadres (Apec), les offres d'emploi accessibles aux jeunes diplômés ont chuté de pratiquement 40% en 2020, par rapport à l'année précédente.
Selon une étude de l'Apec, le nombre d’offres d’emploi de cadres a chuté de 29 % en 2020 par rapport à l’année précédente. Les cadres sont de plus en plus inquiets pour leur emploi. Le nombre de cadres pourrait reculer cette année pour la première fois depuis 1993.

### Préretraite
Pour faire face à la crise liée à la pandémie du Covid-19 de nombreuses entreprises, comme Bridgestone, Bosch, Sanofi, Renault, Safran, Michelin et Airbus, proposent à leurs salariés, proches de la soixantaine, de cesser de travailler tout en continuant à être payés,.

### Analyses
- Marc Bettinelli, « Coronavirus : la crise économique due à l’épidémie est unique, voici pourquoi », sur LeMonde.fr, 10 mai 2020, vidéo 12'

- Clément Baudet, « Après le Covid-19, l’économie française sera-t-elle en crise ? », sur LeMonde.fr, 10 juin 2021: « L’Heure du Monde », Marie Charrel, Jean-Guillaume Santi, Audio 21'